# Leo Franco
Leonardo Neorén Franco Ansío (San Nicolás de los Arroyos, Buenos Aires, Argentina, 20 de mayo de 1977), más conocido como Leo Franco, es un exfutbolista y entrenador argentino. Se desempeñaba en la posición de arquero, fue internacional con la selección de fútbol de Argentina, y los clubes con más trascendencia en su carrera fueron el Real Mallorca y el Atlético de Madrid. Al retirarse como jugador, ejerció el cargo de Director de Relaciones Externas de la Sociedad Deportiva Huesca, club donde tras su ascenso a la Primera División de España, comenzó su carrera como entrenador de fútbol.

## Trayectoria

### Comienzos
Luego de jugar al fútbol infantil y en divisiones menores en el Club Somisa  (al igual que Andrés Guglielminpietro y Nelson Vivas), de San Nicolás de los Arroyos, se muda a la ciudad de Buenos Aires para jugar en el Club Atlético Independiente en el año 1993.

### Independiente
Hizo su debut en Independiente en el año 1995 con solo 18 años. En el club de Avellaneda estuvo hasta finalizar la temporada 1996/1997, y hasta esa fecha disputó un total de solo dos partidos, uno en cada temporada.

### Mérida
El 1 de agosto de 1997 llega a la Primera División de España para jugar con el Club Polideportivo Mérida. En el Mérida no llegaría a disputar ningún partido, y sería transferido al Mallorca.

### Mallorca
Un año más tarde ficha por el Real Club Deportivo Mallorca, donde juega una temporada en el filial en donde disputaría un total de 23 partidos además de tener buenas actuaciones que lo llevarían a jugar en el primer equipo. Juega su primer partido en la Primera División de España el 29 de agosto de 1999 en el encuentro contra el Rayo Vallecano de Madrid en el campo de fútbol de Vallecas, que acabó con la derrota del club bermellón por dos a uno.
Con el Real Mallorca juega cinco temporadas, disputando 148 partidos de liga. En la temporada 2002-03 gana la Copa del Rey venciendo en la final al Recreativo de Huelva.

### Atlético Madrid
En 2004 ficha por el Atlético de Madrid. En su última temporada jugaría 37 partidos de liga, siendo uno de los porteros menos goleados. Luego de superar los 300 partidos en la liga española, Leo Franco decidió ir al Galatasaray por un año.

### Galatasaray
Durante la temporada 2009-2010 llegó como un agente libre al Galatasaray. En aquella temporada, Leo Franco disputaría 26 partidos siendo, por ende, el arquero titular del equipo turco, hasta el fatídico superclásico contra el Fenerbahçe del 28 de marzo de 2010 en el que cometió un error que le dio la victoria de visitante por la mínima al rival.  Leo Franco se retiró en medio de un abucheo generalizado, perdiendo el apoyo no solo de la hinchada sino también del cuerpo técnico y de la dirigencia, marcando el final de su etapa en Turquía

### Real Zaragoza
El 4 de mayo de 2010 terminó el contrato con el Galatasaray, así que Leo volvió a España y se anunció su fichaje por el Real Zaragoza. Su debut en el equipo se produjo el 29 de agosto de 2010, manteniendo su valla invicta frente al Deportivo La Coruña. El encuentro terminaría con un empate en 0.
En sus cuatro años en el Zaragoza, no llegó a ser el arquero titular indiscutido que fue años anteriores en el Atlético o en el Mallorca pero tuvo sus oportunidades de ser el arquero inicial en 67 partidos.

### San Lorenzo de Almagro
El 20 de julio de 2014, una vez terminado su contrato con el Zaragoza, decide volver a su país y es fichado por San Lorenzo de Almagro. Se unirá al equipo a partir del 14 de agosto del 2014 debido a que el club está disputando la Copa Libertadores con Sebastián Torrico y Cristian Álvarez en el arco, este último se irá al Rayo Vallecano de España y es por eso la llegada Franco al conjunto de Boedo.

### Huesca
El 6 de junio de 2015 tras seis partidos disputados en San Lorenzo (cuatro por campeonato y dos por Copa Argentina) decide dejar el fútbol por poco tiempo pues un mes después se confirma su fichaje por la Sociedad Deportiva Huesca de la Segunda División de España. Competiría una temporada como arquero titular en el equipo, al que ayudó a mantenerse en la categoría, pero con habituales lesiones. Al finalizarla, el club le ofrece la posibilidad de renovar una temporada más, o bien de integrarse en el organigrama del club. Cometido este último que acepta, retirándose, a sus 39 años, del fútbol en activo, y pasando a ejercer como Director del Área Relaciones Externas y Protocolo del club.
El 29 de mayo de 2018 fue confirmado como nuevo entrenador de la Sociedad Deportiva Huesca en su nueva andadura en la Primera División de La Liga española. Sin embargo, fue cesado tras solo 8 partidos de la competición, en los que obtuvo 5 puntos.

## Selección nacional
Ha sido internacional con la selección de fútbol de Argentina en 4 partidos oficiales. Su debut como internacional fue el 18 de agosto de 2004 en un partido amistoso disputado contra Japón.
Fue convocado por el seleccionador Argentino José Pekerman a la Copa Mundial de Fútbol de 2006 como arquero suplente. El único partido que disputó en aquel mundial fue el de cuartos de final frente al combinado anfitrión Alemania, donde reemplazaba a Roberto Abbondanzieri quien se retiró de dicho partido debido a una lesión. Ingresó al minuto '71 con el marcador 1-0 a favor, pero tan solo nueve minutos después Miroslav Klose igualaba el partido. Finalmente, tras el tiempo extra, el partido se definía en la tanda de penales donde Argentina saldría derrotada. 
Un tiempo después, ante la pregunta si se consideraba un experto en atajar penales, Leo Franco declararía: "No, para nada. No soy especialista por un solo y simple hecho. El día que me tocó atajar los penales mas importantes de mi vida no pude agarrarlos."
Después del Mundial fue convocado por Alfio Basile para disputar algunos amistosos, pero siempre como suplente de Roberto Abbondanzieri.
En total jugó 4 partidos con su selección.

### Participaciones en Copas del Mundo
| Copa              | Sede     | Resultado        | Partidos | Goles |
| ----------------- | -------- | ---------------- | -------- | ----- |
| Copa Mundial 2006 | Alemania | Cuartos de final | 1        | -1    |

### Participaciones en Copa Confederaciones
| Copa                      | Sede     | Resultado  | Partidos | Goles |
| ------------------------- | -------- | ---------- | -------- | ----- |
| Copa Confederaciones 2005 | Alemania | Subcampeón | 0        | 0     |

## Estadísticas

### Como jugador
| Club                             | Temporada     | Div.          | Liga  | Liga  | Copas nacionales | Copas nacionales | Torneos internacionales | Torneos internacionales | Total | Total |
| Club                             | Temporada     | Div.          | Part. | Goles | Part.            | Goles            | Part.                   | Goles                   | Part. | Goles |
| -------------------------------- | ------------- | ------------- | ----- | ----- | ---------------- | ---------------- | ----------------------- | ----------------------- | ----- | ----- |
| Independiente Argentina          | 1995-96       | 1.ª           | 1     | 0     | —                | —                | —                       | —                       | 1     | 0     |
| Independiente Argentina          | 1996-97       | 1.ª           | 1     | 0     | —                | —                | —                       | —                       | 1     | 0     |
| Independiente Argentina          | Total club    | Total club    | 2     | 0     | —                | —                | —                       | —                       | 2     | 0     |
| C. P. Mérida · España            | 1997-98       | 1.ª           | 0     | 0     | —                | —                | —                       | —                       | 0     | 0     |
| R. C. D. Mallorca "B" · España   | 1998-99       | 2.ª           | 23    | 0     | —                | —                | —                       | —                       | 23    | 0     |
| R. C. D. Mallorca · España       | 1999-00       | 1.ª           | 30    | 0     | 2                | 0                | 7                       | 0                       | 39    | 0     |
| R. C. D. Mallorca · España       | 2000-01       | 1.ª           | 27    | 0     | 5                | 0                | —                       | —                       | 32    | 0     |
| R. C. D. Mallorca · España       | 2001-02       | 1.ª           | 22    | 0     | 1                | 0                | 7                       | 0                       | 30    | 0     |
| R. C. D. Mallorca · España       | 2002-03       | 1.ª           | 36    | 0     | 6                | 0                | —                       | —                       | 42    | 0     |
| R. C. D. Mallorca · España       | 2003-04       | 1.ª           | 33    | 0     | 2                | 0                | 3                       | 0                       | 38    | 0     |
| R. C. D. Mallorca · España       | Total club    | Total club    | 148   | 0     | 16               | 0                | 17                      | 0                       | 181   | 0     |
| Atlético de Madrid · España      | 2004-05       | 1.ª           | 37    | 0     | 7                | 0                | 5                       | 0                       | 49    | 0     |
| Atlético de Madrid · España      | 2005-06       | 1.ª           | 34    | 0     | 2                | 0                | —                       | —                       | 36    | 0     |
| Atlético de Madrid · España      | 2006-07       | 1.ª           | 32    | 0     | 2                | 0                | —                       | —                       | 34    | 0     |
| Atlético de Madrid · España      | 2007-08       | 1.ª           | 18    | 0     | —                | —                | 3                       | 0                       | 21    | 0     |
| Atlético de Madrid · España      | 2008-09       | 1.ª           | 32    | 0     | 1                | 0                | 8                       | 0                       | 41    | 0     |
| Atlético de Madrid · España      | Total club    | Total club    | 153   | 0     | 12               | 0                | 16                      | 0                       | 181   | 0     |
| Galatasaray S. K. Turquía        | 2009-10       | 1.ª           | 26    | 0     | 0                | 0                | 11                      | 0                       | 37    | 0     |
| Real Zaragoza · España           | 2010-11       | 1.ª           | 23    | 0     | 0                | 0                | —                       | —                       | 23    | 0     |
| Real Zaragoza · España           | 2011-12       | 1.ª           | 0     | 0     | 0                | 0                | —                       | —                       | 0     | 0     |
| Real Zaragoza · España           | 2012-13       | 1.ª           | 4     | 0     | 6                | 0                | —                       | —                       | 10    | 0     |
| Real Zaragoza · España           | 2013-14       | 2.ª           | 40    | 0     | 0                | 0                | —                       | —                       | 19    | 0     |
| Real Zaragoza · España           | Total club    | Total club    | 67    | 0     | 6                | 0                | —                       | —                       | 73    | 0     |
| San Lorenzo de Almagro Argentina | 2014          | 1.ª           | 0     | 0     | 1                | 0                | —                       | —                       | 1     | 0     |
| San Lorenzo de Almagro Argentina | 2015          | 1.ª           | 3     | 0     | 1                | 0                | —                       | —                       | 4     | 0     |
| San Lorenzo de Almagro Argentina | Total club    | Total club    | 3     | 0     | 2                | 0                | —                       | —                       | 5     | 0     |
| S. D. Huesca · España            | 2015-16       | 2.ª           | 28    | 0     | 1                | 0                | —                       | —                       | 29    | 0     |
| Total carrera                    | Total carrera | Total carrera | 450   | 0     | 37               | 0                | 44                      | 0                       | 531   | 0     |

### Como entrenador
| Equipo                | Temporada        | Div.             | Estadísticas | Estadísticas | Estadísticas | Estadísticas | Estadísticas | Estadísticas | Estadísticas | Estadísticas | Estadísticas |
| Equipo                | Temporada        | Div.             | PJ           | G            | E            | P            | GF           | GC           | DG           | Puntos       | Rendimiento  |
| --------------------- | ---------------- | ---------------- | ------------ | ------------ | ------------ | ------------ | ------------ | ------------ | ------------ | ------------ | ------------ |
| S. D. Huesca · España | 2018-19          | 1.ª              | 8            | 1            | 2            | 5            | 7            | 18           | -11          | 5            | 20.83%       |
| S. D. Huesca · España | Total            | Total            | 8            | 1            | 2            | 5            | 7            | 18           | -11          | 5            | 20.83%       |
| Total en equipos      | Total en equipos | Total en equipos | 8            | 1            | 2            | 5            | 7            | 18           | -11          | 5            | 20.83%       |

## Palmarés

### Títulos nacionales
| Título       | Club              | País   | Año  |
| ------------ | ----------------- | ------ | ---- |
| Copa del Rey | R. C. D. Mallorca | España | 2003 |

### Títulos internacionales
| Título                    | Club                          | Sede         | Año  |
| ------------------------- | ----------------------------- | ------------ | ---- |
| Copa Mundial Sub-20       | Selección sub-20 de Argentina | Malasia      | 1997 |
| Copa Intertoto de la UEFA | Atlético de Madrid            | Madrid       | 2007 |
| Copa Libertadores         | San Lorenzo de Almagro        | Buenos Aires | 2014 |